# Carisio
Carisio är en ort och kommun i provinsen Vercelli i regionen Piemonte, Italien. ommunen hade 806 invånare (2018).